# Швец, Отакар
Отакар Швец (чеш. Otakar Švec, 23 ноября 1892[…], Прага, Цислейтания — 4 апреля 1955[…] или 3 марта 1955, Прага) — чехословацкий скульптор. Автор скульптурной композиции Сталину в Праге, торжественно открытой 1 мая 1955 года.

## Биография и творчество
Сын кондитера Йозефа Швеца, мать — Франтишка Жемлова. Третий из семи детей. В 1908—1911 гг. учился в Школе искусств и ремесел у Йозефа Драгоновского и Яна Кастнера, в Академии изящных искусств в Праге у Йозефа Вацлава Мысльбека и Яна Штурсы. С 1912 года работал ассистентом в студии Штурсы. В 1920 году проходил годичную стажировку в скульптурной студии Бурделя в Париже. Выставлялся в Венеции, Париже и Филадельфии.
Автор выставлявшейся в Париже футуристической скульптуры «Солнечный луч — мотоциклист» (Sunbeam — по версии популярного английского мотоциклетного бренда Sunbeam, 1924, Национальная галерея в Праге; слепок из коллекции Национальной галереи был помещен в саду Збраславского монастыря в Праге, позже в торгово-ярмарочном центре), памятников императору Священной Римской империи Карлу IV в Карловых Варах, поэту Адольфу Гейдуку (1935), полковнику Чехословацкого легиона И. И. Швецу, первому президенту Чехословакии Томашу Г. Масарику (1930), христианскому реформатору Яну Гусу, бюста Витезслава Незвала и др. Памятники Масарику на холме Летна и Гусу были снесены нацистами в 1940 году (в 1969 году памятник Масарику воспроизведен в Сушице). В 1945—1946 годах работал над неосуществленным проектом памятника Франклину Рузвельту.
В 1949 году принял участие в конкурсе проектов памятника Сталину в Праге, по разным версиям — вынужденно, распоряжением властей, или ради денег. Согласно легенде, он намеренно, чтобы не победить в конкурсе, скопировал в своей заявке известную довоенную идею памятника Мирославу Тыршу, чешскому общественному деятелю и литератору (скульптор - Ладислав Шалоун). Племянник Я. Штурсы, архитектор Иржи Штурса, и его жена Влада — соавторы О. Швеца в работе над памятником Сталину (создание фундамента и постамента). Создание монумента проходило под жестким партийным контролем, Швецу регулярно предъявлялись различные обвинения и требования.
Жена — Власта Швецова, в апреле 1954 года покончила с собой, отравившись газом. Согласно легенде, также покончил с собой статист киностудии «Баррандов», с которого ваяли фигуру Сталина.
Покончил с собой 3 марта 1955 года, отравившись газом. По легенде, гонорар от памятника Сталину завещал обществу слепых, которые никогда не увидят его ужасное творение. По другой легенде (со ссылкой на открывшиеся секретные архивы), был отравлен сотрудниками спецслужб. Популярные пражские шутки-комментарии по поводу памятника: «очередь за мясом», «партизанка лезет рукой в ширинку солдату».

## Награды
- Орден Ленина

## Отакар Швец в искусстве
- Богумил Грабал, «Предательство зеркал», рассказ.
- Рудла (Рудольф) Цайнер (Rudolf Cainer), «Гранитный Сталин», роман.
- «Монстр», фильм режиссера Виктора Полесного (2017)[9].
- Мариуш Щигел, «Готтленд» (М.: Новое литературное обозрение, 2009).
- Опера Иржи Кадиржабека «Нет человека» (2017, Национальный театр Праги; фестиваль Globale, Бремен).
- Опера «Монумент» Марека Ивановича и либреттиста Давида Радока (2020, Национальный театр Брно).